# Mrs. Patrick Campbell

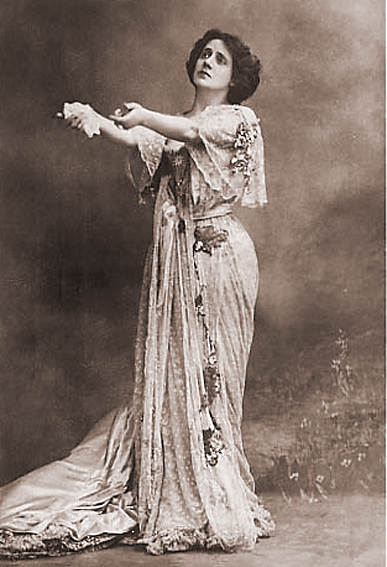
Mrs. Patrick Campbell (undatiert)

Mrs. Patrick Campbell (* 9. Februar 1865 in Kensington, London als Beatrice Stella Tanner; † 9. April 1940 in Pau, Aquitanien, Frankreich) war eine britische Schauspielerin.
Neben Sarah Bernhardt und Eleonora Duse zählte sie zu den großen Theaterschauspielerinnen des 19. Jahrhunderts und zeichnete sich vor allem durch ihre unnahbare präraffaelitische Schönheit in der Darstellung dramatischer Frauencharaktere von Ibsen oder Shakespeare aus.

## Leben
Beatrice Stella Tanner war die Tochter des englischen Geschäftsmannes Jon Tanner und der italienischen Gräfin Maria Romanini. Aus ihrer ersten Ehe mit Patrick Campbell, unter dessen Namen sie später bekannt wurde, stammten zwei Kinder: Alan (genannt Beo) und Stella. Patrick Campbell fiel im Jahr 1900 im Burenkrieg. Beatrice behielt den Namen ihres Mannes als Künstlernamen „Mrs. Patrick Campbell“ zeitlebens bei.
Nach einigen Versuchen als Laiendarstellerin feierte die junge Schauspielerin 1888 am Alexandra Theatre in Liverpool ihr Bühnendebüt. 1890 hatte Mrs. Patrick Campbell ihren erfolgreichen Durchbruch am Londoner Adelphi Theatre, wo sie anschließend von 1891 bis 1893 mehrmals gastierte. In der Titelrolle der „Paula“ aus Arthur Wing Pineros Bühnenstück The Second Mrs. Tanqueray 1893 und in The Masqueraders 1884 am St. James’s Theatre hatte sie ihre ersten größeren Erfolge.
In dem von Herbert Beerbohm Tree am Haymarket Theatre produzierten Stück John-a-Dreams spielte Campbell 1884 erfolgreich die Rolle der „Kate Cloud“; in den Folgejahren brillierte sie in zahlreichen Inszenierungen u. a. als „Agnes“ in The Notorious Mrs. Ebbsmith am Garrick Theatre und in Fédora (beide 1895), in Little Eyolf (1896) und in zahlreichen Auftritten an der Seite von Johnston Forbes-Robertson am Lyceum Theatre in London. Von 1895 bis 1898 spielte Mrs. Patrick Campbell überwiegend in Shakespeare-Dramen mit: Als „Julia“ in Romeo und Julia, als „Ophelia“ in Hamlet und als „Lady Macbeth“ in Macbeth.
1900 hatte Campbell ihr Debüt in den USA als „Magda“ am Broadway Theatre in New York City, ein weiterer Erfolg für die Aktrice. Im Anschluss spielte sie mehrere Jahre am Broadway, so gab sie an der Seite von Sarah Bernhardt die „Mélisande“ in Maurice Maeterlincks Pelléas et Mélisande oder die „Hedda Gabler“ in Henrik Ibsens gleichnamigem Stück. Mit Unterbrechungen kehrte sie etliche Male, bis 1930, an den Broadway zurück.

### George Bernard Shaw
1914 heiratete Mrs. Campbell in zweiter Ehe den Schriftsteller George Cornwallis-West, der zuvor mit Winston Churchills Mutter Jennie Jerome (Lady Randolph Churchill) liiert war. Im gleichen Jahr engagierte George Bernard Shaw sie als „Eliza Doolittle“ für seinen Pygmalion. Obwohl Campbell mit 49 Jahren eigentlich viel zu alt für die Rolle der Eliza war, schrieb ihr Shaw die Rolle auf den Leib; zum einen war die Schauspielerin mittlerweile die bekannteste Darstellerin der Londoner Bühnen und zum anderen für Shaw auch aus persönlichen Gründen die beste Besetzung der Rolle: Denn mit Mrs. Campbell verband ihn trotz der Ehebündnisse beider eine intime Beziehung, die oft Anlass für pikante Spekulationen in der Londoner Gesellschaft war. Der britische Maler Philip Burne-Jones kolportierte diese Liebesbeziehung in seinem Werk The Vampire (1896). Campbell und Shaws langjähriger Briefwechsel, der bis zum Beginn des Zweiten Weltkrieges andauerte, dokumentiert diese platonische Liebesaffäre und lieferte später ebenfalls Material für zahlreiche Bühnenstücke.

### Spätere Jahre und Tod
In späteren Jahren wurde es ruhiger um die Schauspielerin, die Glanzzeiten des klassischen dramatischen Theaters waren vorbei und so versuchte sie mit bescheidenerem Erfolg in Altersrollen einiger Filmproduktionen Fuß zu fassen; den Anschluss nach Hollywood verpasste sie jedoch. Ihre letzte Kinorolle spielte sie 1935 in Josef von Sternbergs Dostojewski-Verfilmung Schuld und Sühne, in der sie als boshafte Pfandleiherin von Peter Lorre umgebracht wird. Den Abschied von der Bühne hatte Mrs. Campbell bereits im Jahre 1933 genommen. Mit dem Ausbruch des Zweiten Weltkrieges verschlug es sie, mittlerweile krank und mittellos, in die Pyrenäenlandschaft Südfrankreichs, wo sie in dem aquitanischen Ort Pau am 9. April 1940 im Alter von 75 Jahren starb und beigesetzt wurde.

## Rezeption

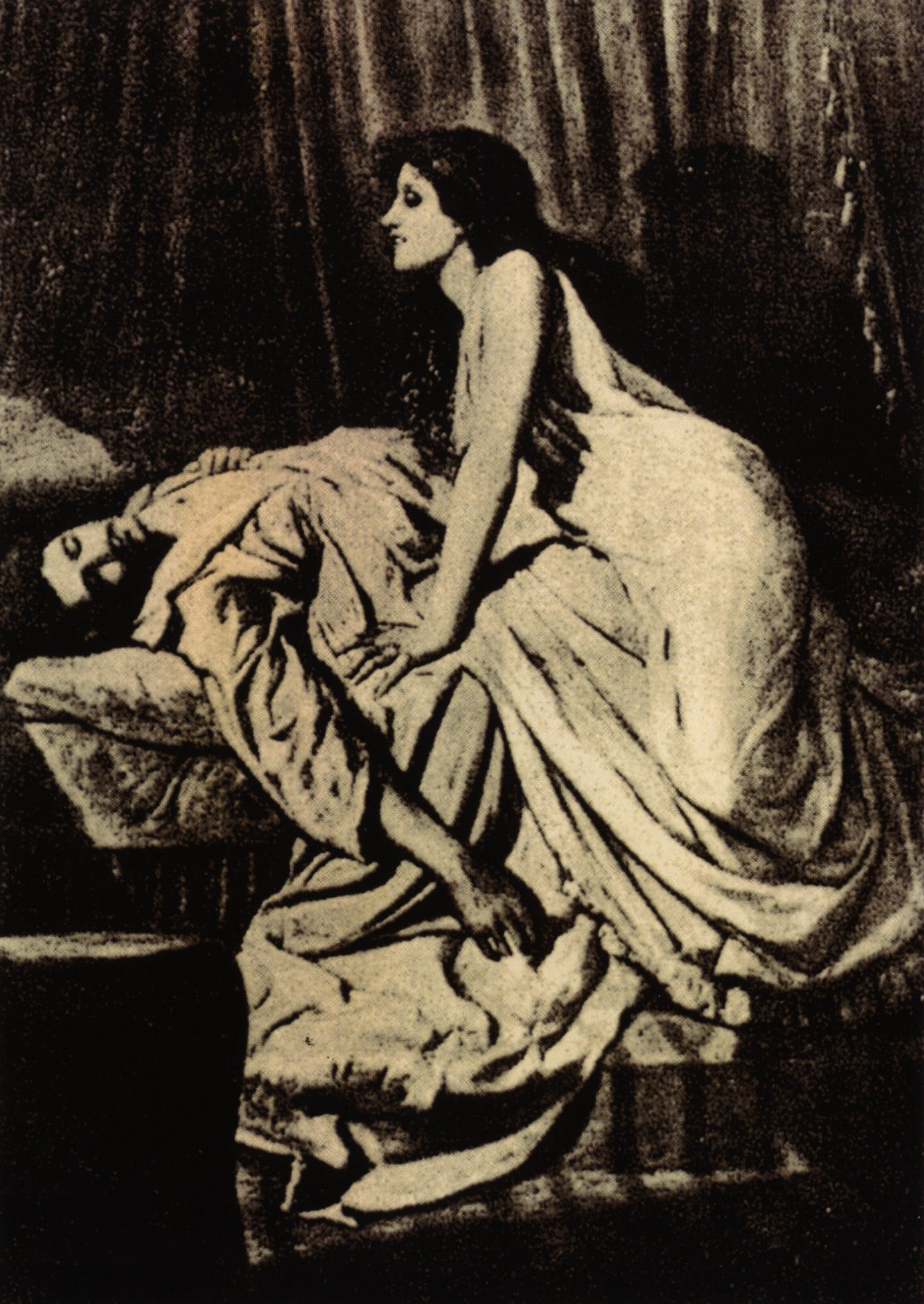
Der Vampir von Philip Burne-Jones

- Das Gemälde The Vampire des präraffaelitischen Künstlers Philip Burne-Jones von 1896 zeigt die Gesichtszüge von Mrs. Patrick Campbell und löste seinerzeit eine heftige Kontroverse in der Londoner Gesellschaft aus, weil es eine eindeutige Anspielung auf die außereheliche Liaison von Campbell mit George Bernard Shaw ist.
- Mrs. Patrick Campbell zählte neben Sarah Bernhardt und Eleonora Duse zu den großen Theaterdiven des 19. Jahrhunderts und wurde in zahlreichen Theaterkritiken der damaligen Zeit erwähnt.[2]
- Der langjährige Briefwechsel zwischen Mrs. Patrick Campbell und George Bernard Shaw wurde für das Theaterstück „Geliebter Lügner“ des britischen Autors Jerome Kilty adaptiert.
- Im Tafelservice berühmter Frauen von Vanessa Bell und Duncan Grant von 1934 ist ihr ein Teller gewidmet.

## Filmografie
- 1920: The Money Moon
- 1930: The Dancers
- 1931: Riptide
- 1934: One More River
- 1934: Outcast Lady
- 1935: Schuld und Sühne (Crime and Punishment)

## Schriften
Schriften und Briefe von Mrs. Patrick Campbell:
- My Life And Some Letters. Autobiografie, Kessinger Publishing Co., 2005, ISBN 1-4179-0475-5 (englisch)
- Bernard Shaw & Mrs. Patrick Campbell: Their Correspondence herausgegeben von George Bernard Shaw; Nachdruck bei AMS Press Inc, 2002, ISBN 0-404-20233-0 (englisch)